# ایر لیپ
ایر لیپ (انگلیسی: Air Leap) شرکت هواپیمایی سوئدی است، که در سال ۲۰۱۸ تأسیس شد.